# Герберт Бойєр
Герберт Бойєр (англ. Herbert Wayne Boyer; нар. 10 липня 1936 США) — американський біохімік. Професор біохімії Каліфорнійського університету в Сан-Франциско. Засновник компанії Genentech. Разом із Стенлі Н. Коеном та Полом Бергом відкрив метод спонукання бактерій до виробництва чужорідних білків, тим самим давши поштовх розвитку генної інженерії. Лауреат Національної медалі науки (1990 рік), спів-лауреат премії Лемельсона – Массачусетського технологічного інституту (1996 рік).

## Життя та кар'єра
Герберт Бойєр народився в 1936 році в місті Деррі, штат Пенсільванія. У 1958 році він отримав ступінь бакалавра біології та хімії в коледжі Сент-Вінсента в Латроубі, штат Пенсільванія. Він одружився зі своєю дружиною Грейс наступного року.  В 1963 році отримав ступінь доктора філософії в університеті Піттсбурга та брав участь як активіст у русі за громадянські права. Провів три роки на постдокторській роботі в Єльському університеті в лабораторіях професорів Едварда Адельберга та Брюса Карлтона, потім з 1976 по 1991 рік обіймав посаду доцента та професора біохімії у Каліфорнійському університеті в Сан-Франциско, де зробив відкриття, що гени з бактерії можуть поєднуватися з генами еукаріотів. У 1977 році лабораторія Бойєра та його співробітники Кейічі Ітакура та Артур Рігґс із Національного медичного центру «City of Hope» описали перший в історії синтез та експресію гена, що кодує пептид. У серпні 1978 року він виготовив синтетичний інсулін, використовуючи свої нові трансгенні генетично модифіковані бактерії, а в 1979 році синтезував гормон росту.
У 1976 році Бойєр разом із венчурним капіталістом Робертом А. Свонсоном заснував Genentech. Підхід Genentech до першого синтезу інсуліну переміг підхід Волтера Гілберта в Biogen, який використовував нерозділені гени, добуті з природних джерел. Бойєр насамперед сконструював свій ген з окремих нуклеотидів.
У 1990 році Бойєр і його дружина Грейс зробили найбільшу одноосібну благодійну пожертву (10 000 000 доларів США), зроблену Єльській медичній школі. У 1991 році Центр молекулярної медицини імені Бойєра був названий на честь родини науковця.
На початку випуску 2007 року коледж Сент-Вінсента оголосив, що вони перейменували школу природничих наук, математики та обчислювальної техніки на школу Герберта В. Бойєра.
У сфері своєї професійної діяльності Бойєр є членом ради директорів Scripps Research.

## Нагороди
- 1980 the Albert Lasker Award for Basic Medical Research
- 1981 the Golden Plate Award of the American Academy of Achievement[en]
- 1982 the Industrial Research Institute[en] (IRI) Achievement Award[en]
- 1989 the National Medal of Technology
- 1990 the National Medal of Science from President George H. W. Bush
- 1993 Helmut Horten Research Award
- 2000 Biotechnology Heritage Award[en] with Robert A. Swanson[en], from the Biotechnology Industry Organization[en] (BIO) and the Chemical Heritage Foundation[en]
- 2004 Albany Medical Center Prize[en] (shared with Stanley N. Cohen)
- 2004 Shaw Prize in Life Science and Medicine
- 2005 Winthrop-Sears Medal[en]
- 2007 Perkin Medal
- 2009 CSHL Double Helix Medal Honoree

## Список джерел
- "Shaping Life in the Lab: The Boom In Genetic Engineering: Genentech's Herbert Boyer". Time. February 9, 2002. Cover. Retrieved May 7, 2019.
- Itakura, K; Hirose, T; Crea, R; et al. (December 1977). "Expression in Escherichia coli of a chemically synthesized gene for the hormone somatostatin". Science. 198 (4321): 1056–63. Bibcode:1977Sci...198.1056I. doi:10.1126/science.412251. PMID 412251.
- Yale and Medicine, 1951–2001: 1991–2001
- Boyer Center Homepage Archived 2010-08-13 at the Wayback Machine
- Saint Vincent College announces naming of the Herbert W. Boyer School of Natural Sciences – Saint Vincent College Archived 2007-12-31 at the Wayback Machine
- Seeking financial security, Scripps Research names new board members, San Diego Union Tribune
- "Golden Plate Awardees of the American Academy of Achievement". www.achievement.org. American Academy of Achievement.
- "2009 Honoree, Herbert W. Boyer, for Scientific Research" Archived 2010-06-26 at the Wayback Machine, Double Helix Medals, 2009, accessed Feb. 8, 2012.
- "Biotechnology Heritage Award". Science History Institute. 31 May 2016. Retrieved 22 March 2018.
- Eramian, Dan (29 March 2000). "Genentech Founders Honored As Recipients Of Biotechnology Heritage Award". BIO. Retrieved 5 February 2014.
- "Pitt Alumnus Herbert W. Boyer Shares $1 Million Shaw Prize | University of Pittsburgh News". www.news.pitt.edu. Retrieved 2020-04-06.
- "Winthrop-Sears Medal". Science History Institute. 31 May 2016. Retrieved 23 March 2018.
- "SCI Perkin Medal". Science History Institute. 31 May 2016. Retrieved 24 March 2018.

1. ↑  NNDB — 2002.